# Pa' lante
"Pa' Lante" é uma canção do produtor musical Alex Sensation, da cantora brasileira Anitta e do cantor porto-riquenho Luis Fonsi, lançada em 21 de junho de 2019, através da Universal. A faixa foi escrita e produzida por Javier Salazar, por John Paul, pelo produtor musical Jonathan Bryan Thiel e também por Stefan Bartels-Daal.

## Antecedentes
Em 9 de setembro de 2014, Anitta deu seu primeiro passo em direção ao público fora do Brasil com o lançamento de uma versão em espanhol de "Zen". No início de 2016, Anitta e J Balvin colaboraram pela primeira vez quando ela fez um remix da canção "Ginza", de Balvin. Posteriormente, ela gravou uma versão em inglês de "Bang" especialmente para Midem. Depois disso, a cantora adentrou-se em seu plano de uma carreira internacional e começou a lançar colaborações, incluindo singles com artistas como Maluma, Iggy Azalea e Major Lazer durante 2016 e 2017. A parceria com Azalea, "Switch", marcou a primeira vez que Anitta lançou uma música em que canta em inglês, embora cante apenas o refrão. "Paradinha", seu primeiro single a ser cantado exclusivamente em espanhol, foi disponibilizado em 2017 e tornou-se um dos seus maiores sucessos no Brasil, além de outros países como México e Portugal.
Ainda em 2017, Anitta anunciou um projeto intitulado Checkmate!, cujo intuito foi o lançamento de uma nova música em inglês, espanhol ou português, juntamente com seu vídeo musical, em cada mês, totalizando quatro produções, todas com estilos musicais diferentes: bossa nova/pop, eletrônico, reggaeton e funk. Estreou em setembro com "Will I See You", produzido por Poo Bear, que se tornou seu primeiro single em inglês como artista principal. Em outubro, a artista aventurou-se na EDM, lançando "Is That for Me", uma colaboração com o DJ sueco Alesso. Para os lançamento de novembro e dezembro, a própria lançou "Downtown" e "Vai Malandra" em seu canal do YouTube. Em seguida, vieram os singles "Indecente", "Medicina" e o extended play Solo (2018), no qual contém a faixa "Veneno".

## Desempenho comercial
No Spotify, a canção estreou na 99ª posição no Brasil, 186º na Espanha e em 200º em Portugal. No dia 29 de junho de 2019, a canção também estreou em 192º entre as mais ouvidas na plataforma no Uruguai. No iTunes, a faixa também estreou na 4ª posição no Brasil e em 99º na Espanha.

## Vídeo musical
Gravado em Miami, as filmagens do clipe ocorreram em fevereiro, quando Anitta foi à Miami para participar e se apresentar no Premio Lo Nuestro, no qual a própria estava concorrendo em quatro categorias. O primeiro encontro de Anitta e Fonsi ocorreu quando eles se apresentaram no mesmo festival de música, que também ocorreu em Miami, no American Airlines Arena: "Outra pessoa com quem eu adoraria gravar uma música é Anitta. E há muito mais que podemos fazer juntos. O Brasil tem tantos talentos e as nossas culturas são tão similares!". O clipe da música foi lançado no dia 21 de junho de 2019, mostrando os cantores curtindo com amigos e dançando muito em vários espaços.

## Desempenhos nas tabelas musicais
| Tabela musical (2019)                                    | Melhor posição |
| -------------------------------------------------------- | -------------- |
| Estados Unidos (Billboard Latin Pop Digital Songs Sales) | 11             |
| Estados Unidos (Billboard Latin Rhythm Airplay)          | 22             |
| Estados Unidos (Billboard Latin Pop Airplay)             | 38             |
| Estados Unidos (Billboard Latin Airplay)                 | 45             |